# .hr
.hr je internetová národní doména nejvyššího řádu pro Chorvatsko.